# HK Beostar
Der HK Beostar ist ein serbischer Eishockeyklub aus Belgrad, welcher 2006 gegründet wurde und in der Serbischen Eishockeyliga spielt. Zudem nahm der Verein ab 2007 an der Pannonischen Liga teil, der fünf Teams aus Serbien und zwei aus Kroatien angehörten. Seine Heimspiele trägt der Club im Sportzentrum Pingvin aus, welches 800 Zuschauer bei Ligaspielen Platz bietet.  

## Geschichte
Der HK Beostar wurde 2006 gegründet und sofort in die Serbische Eishockeyliga, die höchste Spielklasse des Landes, aufgenommen. In der Premierensaison 2006/07 wurde das Team Letzter von fünf Mannschaften und konnte in 16 Spielen nur einen Sieg bei 15 Niederlagen einfahren. Auch in den folgenden beiden Spielzeiten war der HK Beostar am Saisonende Tabellenletzter. Ebenfalls erreichte HK Beostar in der Pannonischen Eishockeyliga, einer Meisterschaft von Mannschaften aus Serbien, Kroatien sowie Bosnien und Herzegowina, jeweils nur den letzten Rang. Seine größten Erfolge erreichte der Klub mit den Vizemeistertiteln 2014 und 2015.